# Parachironomus sinuatus
Parachironomus sinuatus är en tvåvingeart som först beskrevs av Freeman 1957.  Parachironomus sinuatus ingår i släktet Parachironomus och familjen fjädermyggor. Inga underarter finns listade i Catalogue of Life.